# Tadeusz Klimecki

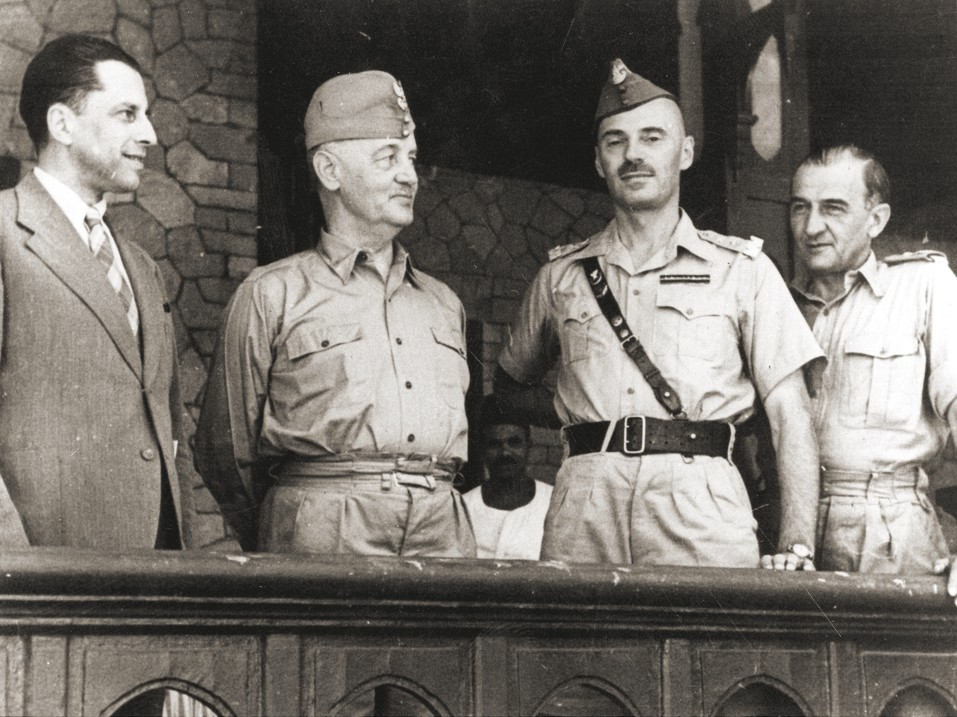
Tadeusz Romer, Władysław Sikorski, Władysław Anders i Tadeusz Klimecki podczas podróży inspekcyjnej Naczelnego Wodza na Bliskim Wschodzie 1943.

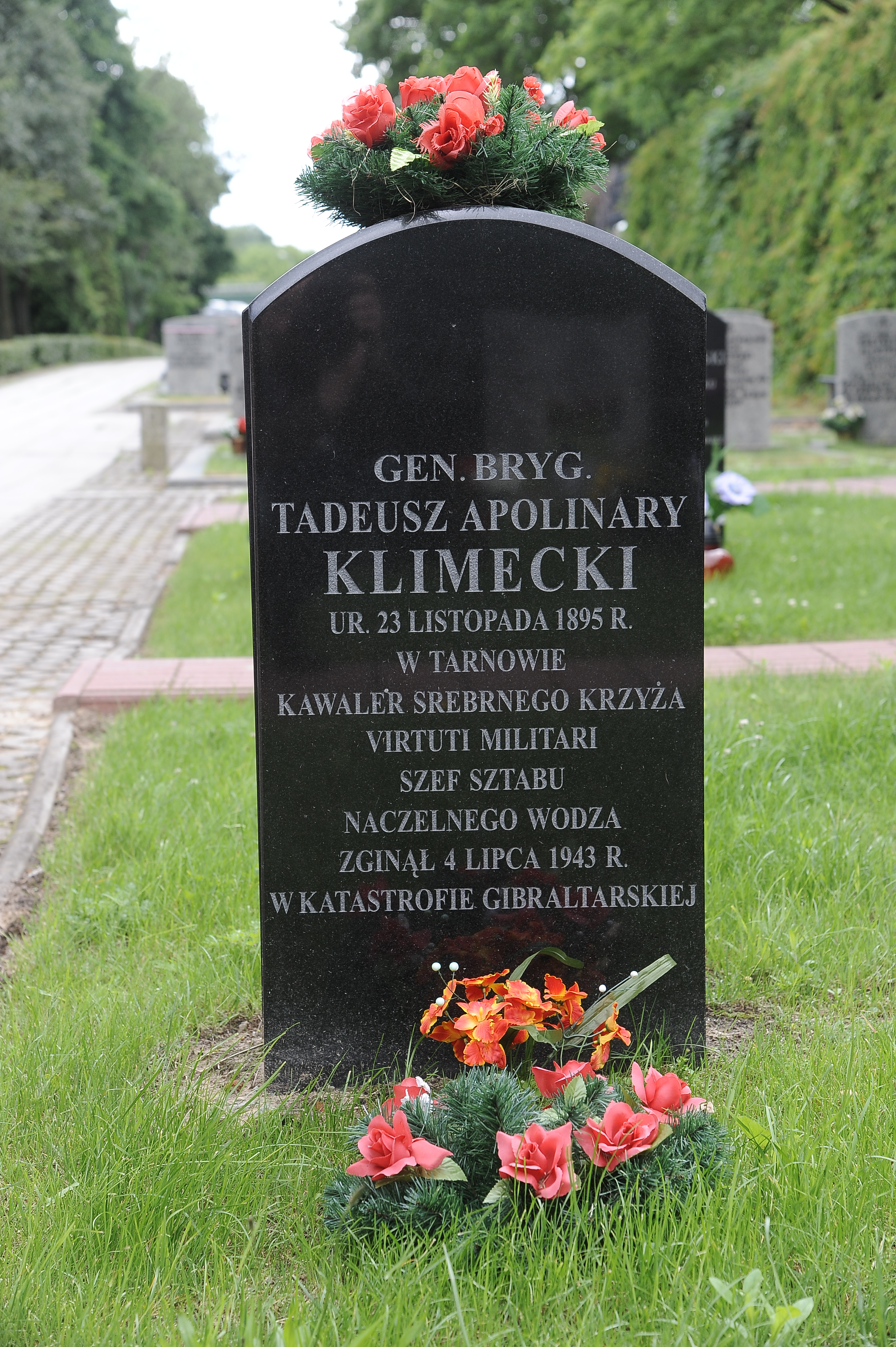
Grób Tadeusza Klimeckiego na warszawskim Cmentarzu Wojskowym na Powązkach.

Tadeusz Apolinary Ludwik Klimecki (ur. 23 listopada 1895 w Tarnowie, zm. 4 lipca 1943 w Gibraltarze) – polski oficer, prawnik i działacz niepodległościowy, generał brygady Wojska Polskiego, uczestnik trzech wojen, w latach 1940–1943 szef Sztabu Naczelnego Wodza.

## Życiorys
Urodził się 23 listopada 1895 w Tarnowie jako syn Józefa i Ludwiki z domu Regiec. W 1914 ukończył C. K. Gimnazjum w Jaśle. Podjął studia prawa na Wydziale Prawa Uniwersytetu Jagiellońskiego w Krakowie. Działał w organizacjach niepodległościowych. 
Po wybuchu I wojny światowej wstąpił do Legionu Wschodniego, a po jego rozwiązaniu wcielony do cesarskiej i królewskiej armii, skierowany do szkoły oficerskiej, a po jej ukończeniu jako dowódca plutonu wysłany na front włoski. W 1915 mianowany chorążym, następnie awansowany na stopień podporucznika rezerwy piechoty z dniem 1 sierpnia 1916. Został dowódcą kompanii, był trzykrotnie ranny na froncie włoskim. Około 1917–1918 był żołnierzem rezerwy 57 pułku piechoty
U schyłku wojny w listopadzie 1918 został przyjęty do Wojska Polskiego. Był organizatorem, a od listopada 1918 do października 1925 był dowódcą kompanii i batalionu w 16 pułku piechoty w Tarnowie. W czasie wojny z bolszewikami jako porucznik, następnie kapitan, przez pięć dni dowodził swoją jednostką (31 lipca – 4 sierpnia 1920). 
3 maja 1922 roku został zweryfikowany w stopniu kapitana ze starszeństwem z dniem 1 czerwca 1919 roku i 765. lokatą w korpusie oficerów piechoty. Został awansowany do stopnia majora ze starszeństwem z dniem 1 lipca 1925. Od października 1925 do października 1927 był słuchaczem Kursu Normalnego Wyższej Szkoły Wojennej w Warszawie. Studia ukończył z lokatą pierwszą i od października 1927 do 1930 służył jako szef sztabu 12 Dywizji Piechoty w Tarnopolu. Od 1930 do 1934 pracował jako wykładowca taktyki, a potem kierownik katedry taktyki Wyższej Szkoły Wojennej. W 1931 został awansowany do stopnia podpułkownika dyplomowanego. W latach 1934–1936 zastępca dowódcy 18 pułku piechoty w Skierniewicach, od 1936 do 1938 dowódca 5 pułku Strzelców Podhalańskich w Przemyślu. Został awansowany do stopnia pułkownika dyplomowanego z dniem 1 stycznia 1938 roku i 15. lokatą w korpusie oficerów piechoty i wówczas ponownie przeniesiony do Wyższej Szkoły Wojennej, gdzie został kierownikiem II rocznika.
Po wybuchu II wojny światowej został przydzielony do Oddziału III Sztabu Naczelnego Wodza na stanowisku szefa Wydziału Operacyjnego. Po kampanii wrześniowej przedostał się przez Rumunię do Francji. Od grudnia 1939 do czerwca 1940 był szefem Oddziału III Sztabu Naczelnego Wodza we Francji, od lipca 1940 do lipca 1943 szefem Sztabu Naczelnego Wodza w Londynie. Po ewakuacji do Wielkiej Brytanii, w 1941 został awansowany do stopnia generała brygady.
Zginął w katastrofie lotniczej 4 lipca 1943 w Gibraltarze. Został pochowany na cmentarzu w Newark w Anglii.
W grudniu 2010 w ramach śledztwa Instytutu Pamięci Narodowej dokonano ekshumacji poległych w katastrofie w Gibraltarze oficerów, w celu przeprowadzenia badań w Zakładzie Medycyny Sądowej Collegium Medicum Uniwersytetu Jagiellońskiego w Krakowie. Pochowany następnie na Cmentarzu Wojskowym na Powązkach (kwatera D20-1-4).

## Tadeusz Klimecki w filmie
W filmie Katastrofa w Gibraltarze z 1984 r. rolę generała Tadeusza Klimeckiego grał Tomasz Zaliwski.

## Awanse
- chorąży – 1915
- podporucznik – z dniem 1 sierpnia 1916
- kapitan – zweryfikowany ze starszeństwem z dniem 1 czerwca 1919
- major – ze starszeństwem z dniem 1 lipca 1925
- podpułkownik – ze starszeństwem z dniem 1 stycznia 1931
- pułkownik – ze starszeństwem z dniem 19 marca 1938
- generał brygady – ze starszeństwem z dniem 6 lutego 1941

## Ordery i odznaczenia
polskie:
- Krzyż Srebrny Orderu Wojskowego Virtuti Militari (1921)[9]
- Krzyż Komandorski z Gwiazdą Orderu Odrodzenia Polski
- Krzyż Kawalerski Orderu Odrodzenia Polski (11 listopada 1935)[10]
- Złoty Krzyż Zasługi (10 listopada 1938)[11]
- Krzyż Walecznych
- Medal Pamiątkowy za Wojnę 1918–1921[12]
- Medal Dziesięciolecia Odzyskanej Niepodległości[12]
- Medal za Długoletnią Służbę[12]

austro-węgierskie:
- Krzyż Zasługi Wojskowej 3 klasy z mieczami i dekoracją wojenną (przed 1918)[5]
- Srebrny Medal Zasługi Wojskowej z mieczami na wstążce Krzyża Zasługi Wojskowej (przed 1918)[5]
- Brązowy Medal Zasługi Wojskowej z mieczami na wstążce Krzyża Zasługi Wojskowej (przed 1918)[5]
- Srebrny Medal Waleczności 1 klasy (przed 1917)[4]
- Krzyż Wojskowy Karola (przed 1918)[5]